# Nosetín
Nosetín je malá vesnice, část obce Chyšky v okrese Písek v Jihočeském kraji. Nachází se asi 1,5 kilometru severovýchodně od Chyšek. Obcí prochází silnice II/121 a II/123. Nosetín je také název katastrálního území o rozloze 3,73 km². V katastrálním území Nosetín leží i Branišov, Růžená a Vilín.

## Historie
Ves byla v roce 1290 majetkem hradu Skalice u Sepekova. Později patřila pražskému biskupství, nakonec se stala majetkem nadějkovského panství.

## Obyvatelstvo
| Rok            | 1869 | 1880 | 1890 | 1900 | 1910 | 1921 | 1930 | 1950 | 1961 | 1970 | 1980 | 1991 | 2001 | 2011 | 2021 |
| -------------- | ---- | ---- | ---- | ---- | ---- | ---- | ---- | ---- | ---- | ---- | ---- | ---- | ---- | ---- | ---- |
| Počet obyvatel | 150  | 138  | 127  | 128  | 133  | 110  | 94   | 98   | 93   | 79   | 59   | 49   | 41   | 47   | 48   |
| Počet domů     | 18   | 18   | 19   | 20   | 20   | 20   | 20   | 21   | 21   | 19   | 19   | 18   | 22   | 22   | 24   |

## Obecní správa
Při sčítání lidu v letech 1850–1975 Nosetín byl samostatnou obcí, se kterým patřil nejprve do okresu Sedlčany, ale v roce 1950 v okrese Milevsko a od roku 1960 v okrese Písek. Od 1. ledna 1976 je částí obce Chyšky v okrese Písek. V letech 1850–1959 k obci patřily Chlístov, Mezný, Radíkovy a Voděrady a v letech 1850–1975 také Branišov, Kvašťov, Květuš, Růžená a Vilín.

## Pamětihodnosti
- Návesní kaple zasvěcená Panně Marii je z 19. století.[8]
- Kamenný kříž naproti návesní kapli.
- Kříž u komunikace vedoucí do vesnice.
- Venkovská usedlost čp. 10 na jižním okraji vesnice u komunikace je vedená v Seznamu kulturních památek v okrese Písek.

## Galerie

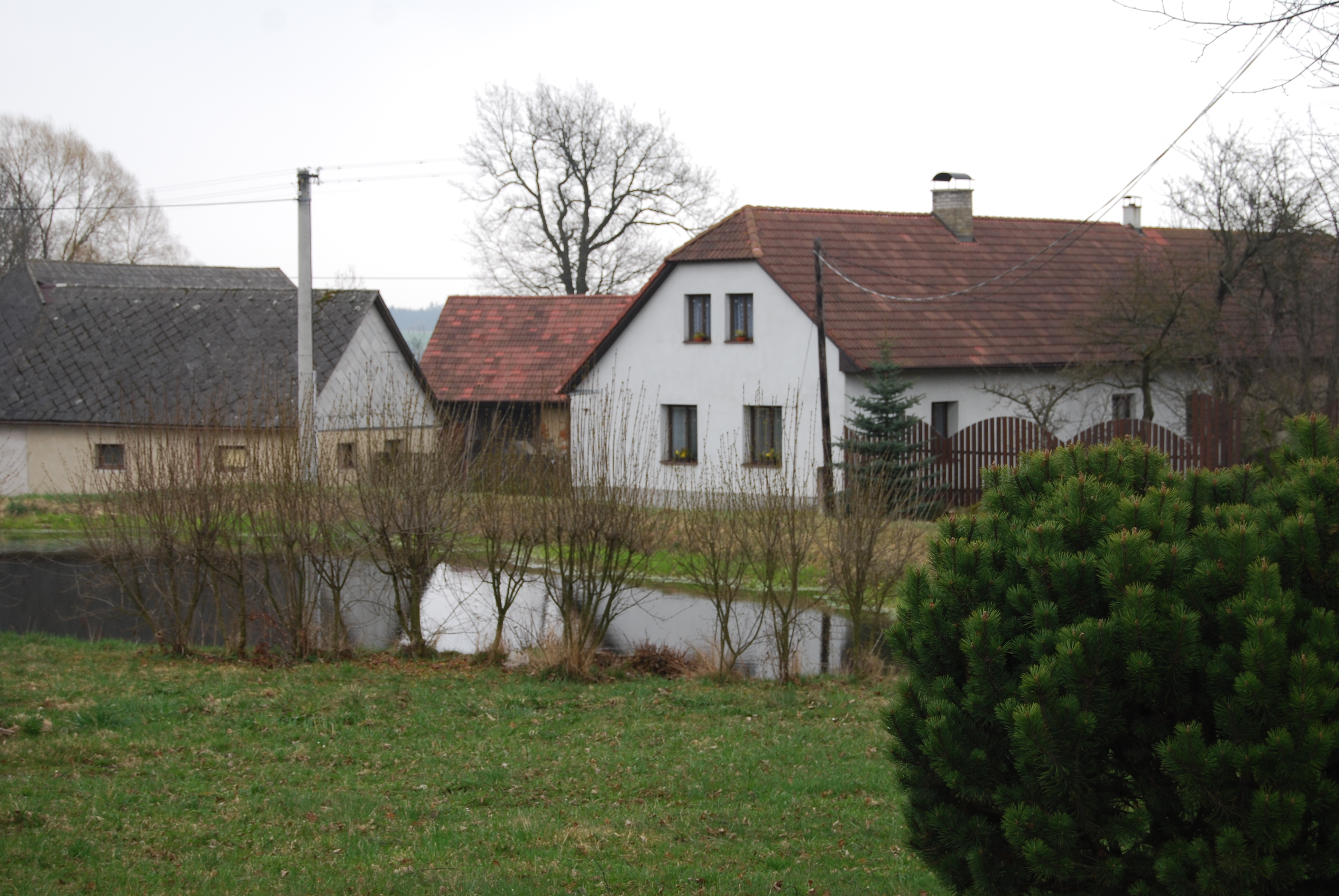
Dolní náves
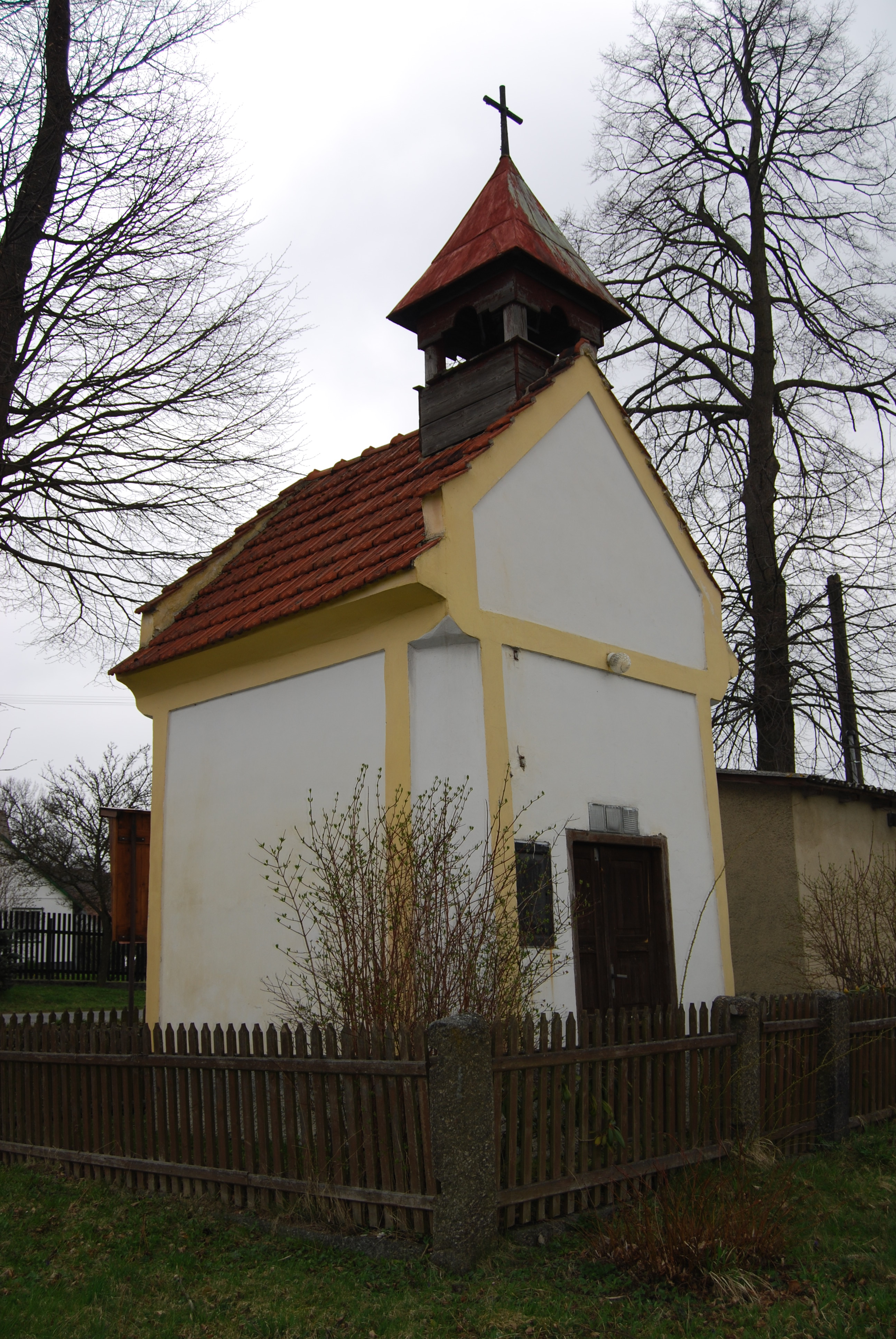
Návesní kaple
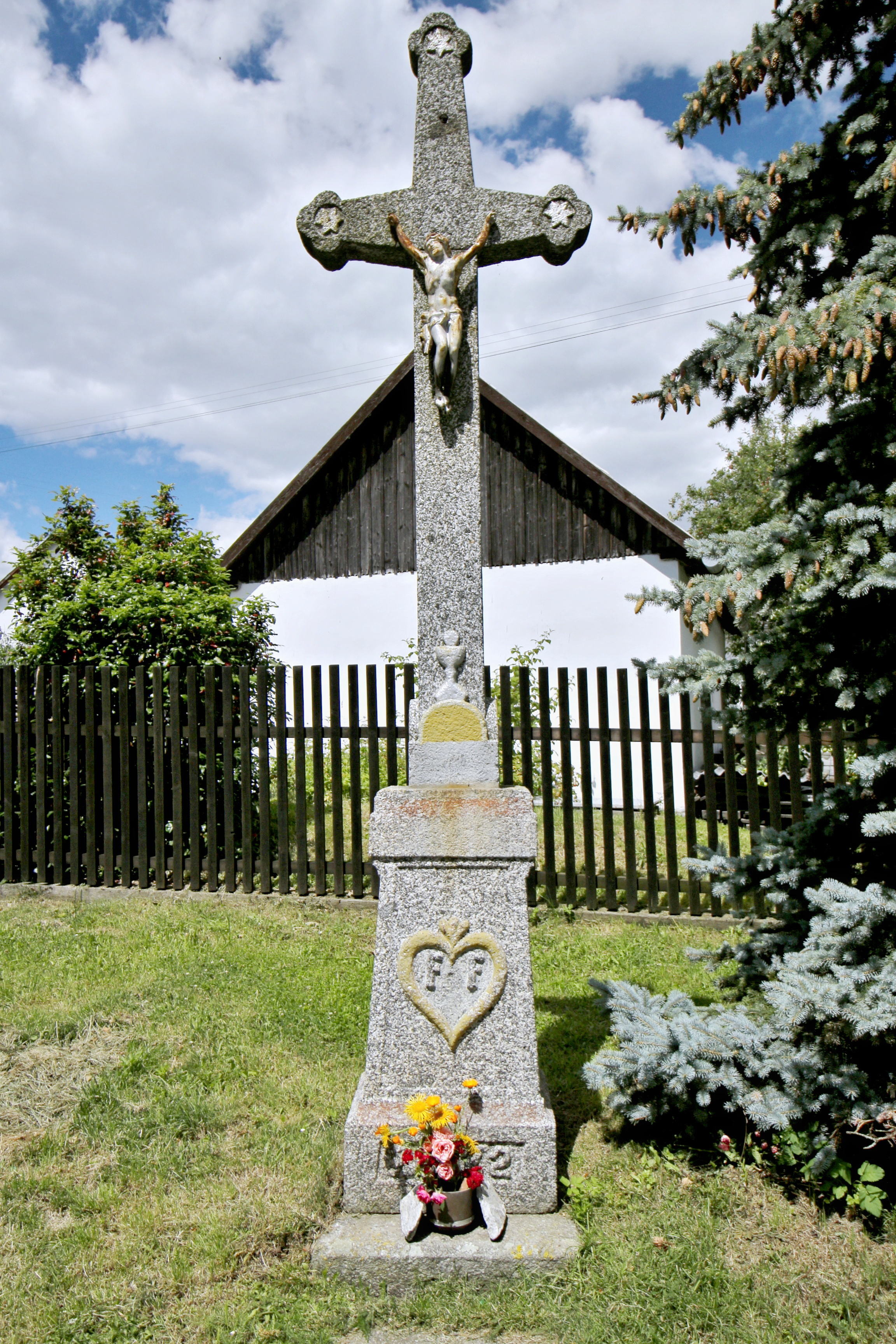
Kříž naproti kapli Panny Marie na návsi
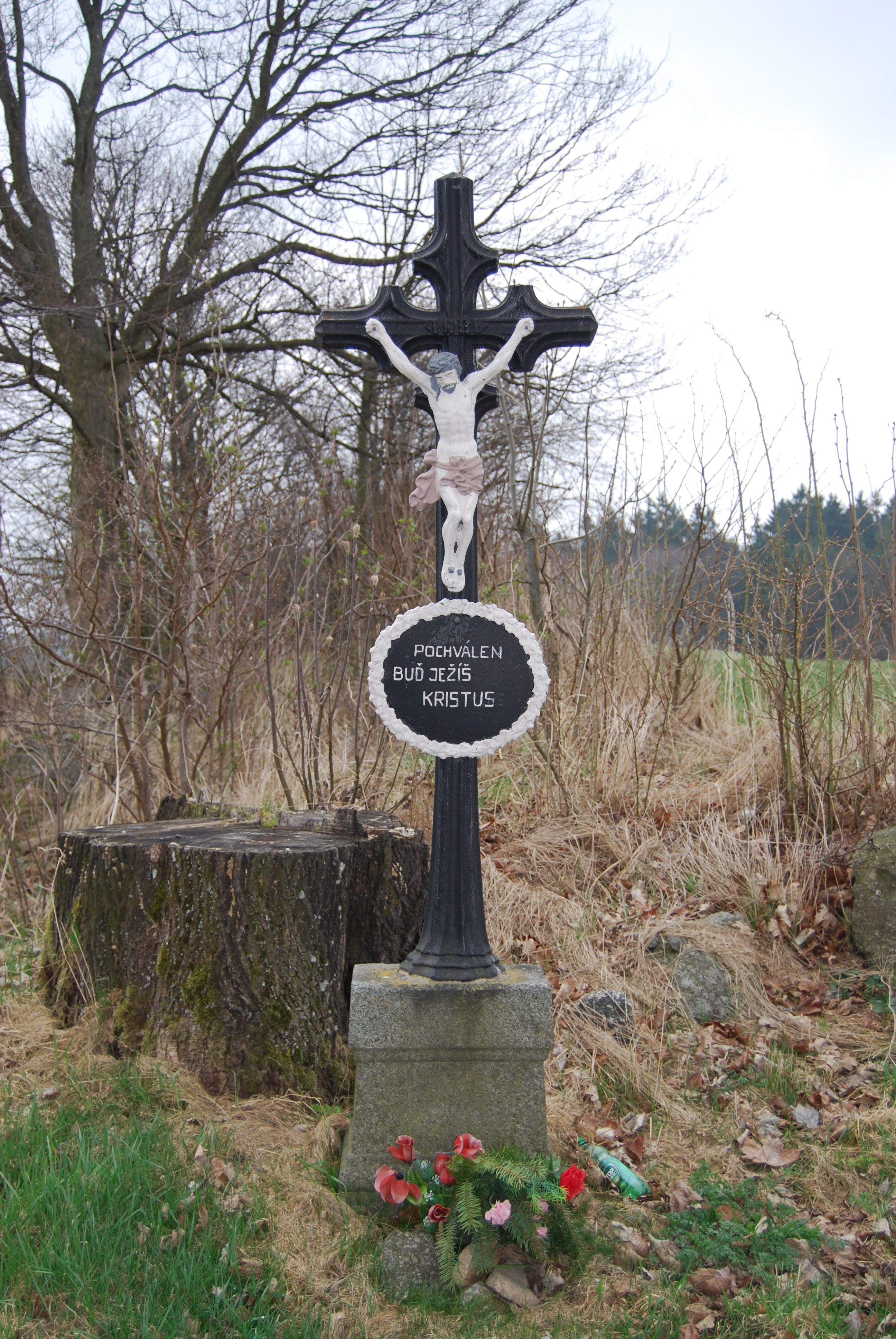
Kříž u komunikace vedoucí do vsi
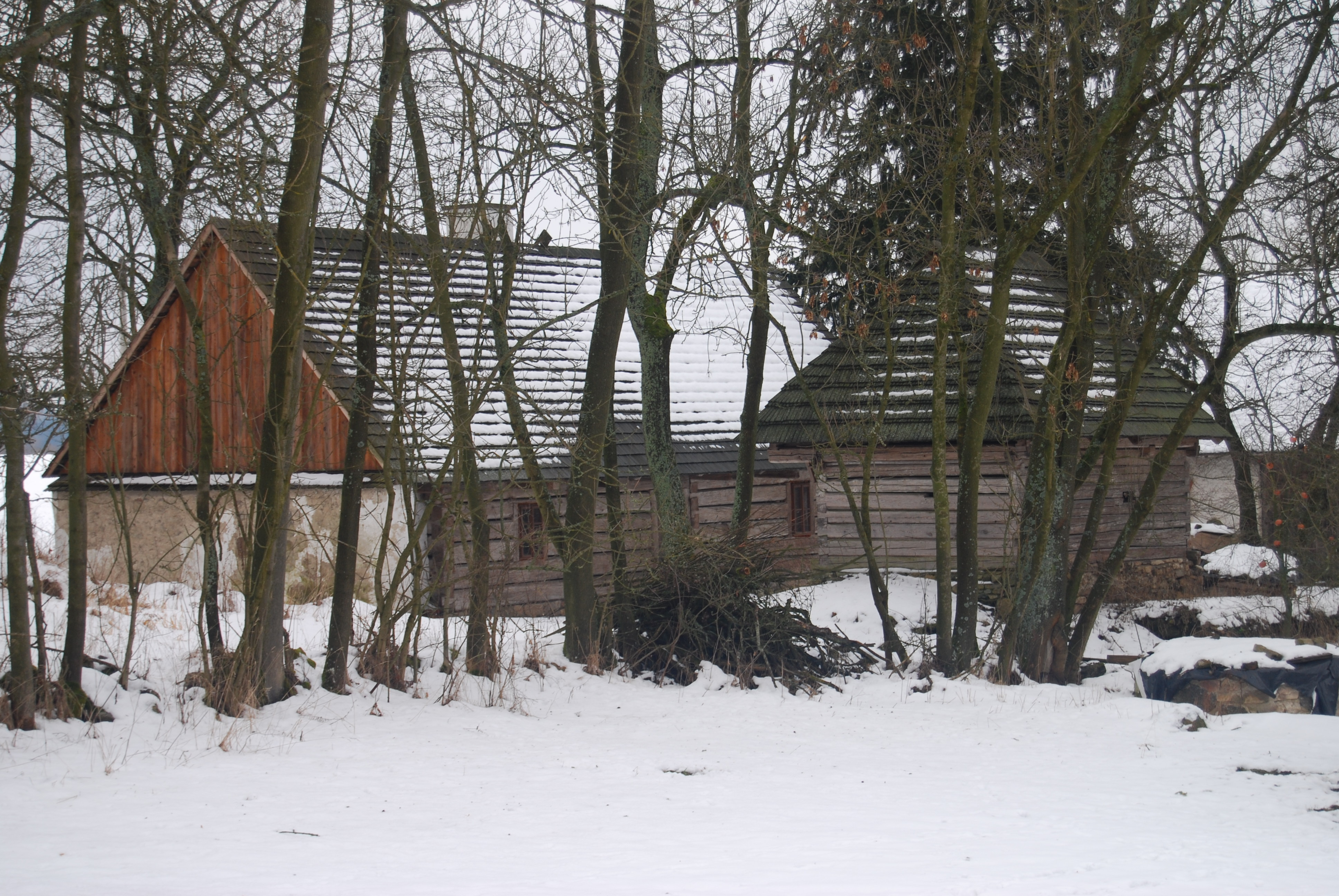
Usedlost u vesnice
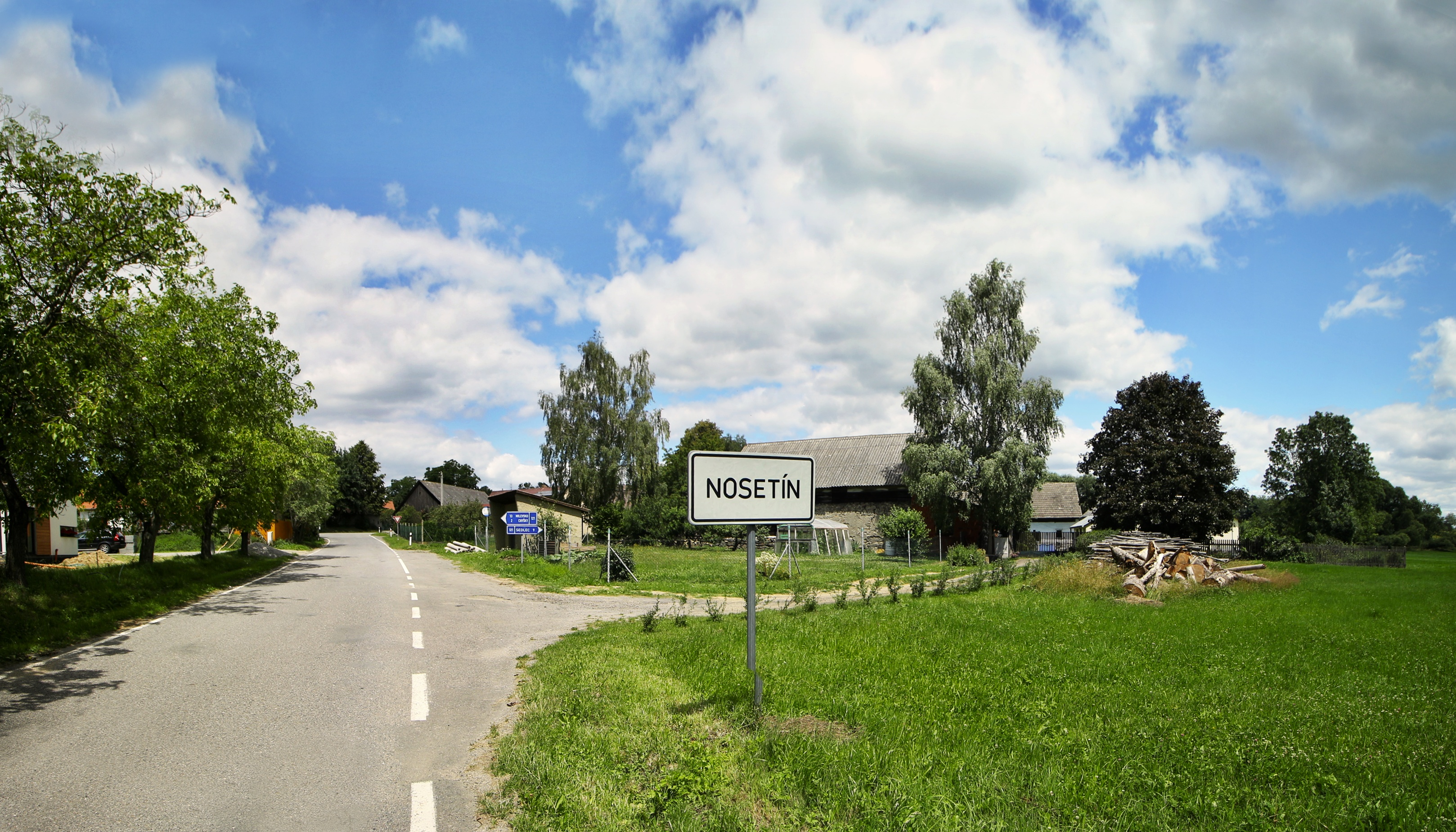
Jižní okraj obce